# Tammy Jackson
Tammy Jackson, née le 3 décembre 1962 à Gainesville, en Floride, est une ancienne joueuse américaine de basket-ball. Elle évoluait au poste de pivot.

## Biographie

### Jeunesse
Jackson à grandi Gainesville, en Floride. Elle a fréquentéle lycée Buchholz à Gainesville, où elle a joué au basket-ball pour les Buchholz Bobcats.

### Carrière universitaire
Après avoir obtenu son diplôme d'études secondaires, Jackson a accepté une bourse d'athlétisme pour fréquenter l'Université de Floride à Gainesville, où elle a joué pour l'équipe féminine de basket-ball des Gators de la Floride de 1981 à 1985. Au cours de ses quatre années en tant que Gators, elle a marqué 1 895 points, récupéré 1 141 rebonds et bloqué 121 tirs en défense. Elle a été sélectionnée à trois reprises dans la première équipe de la All-Southeastern Conference (SEC) et a été nommée dans la deuxième équipe All-American en tant que senior. Elle reste la troisième meilleure marqueuse de tous les temps dans l'histoire du basket-ball des Lady Gators.
Jackson a été intronisé au Temple de la renommée sportive de l'Université de Floride en tant que «Gator Great» en 1995, et honoré à nouveau en tant que «SEC Great» en 2003. Jackson est diplômé de l'Université de Floride avec un baccalauréat en santé et performance humaine en 2007.

### Carrière professionnelle

#### Début professionnel (1986-1996)
Une fois sa carrière de joueuse universitaire terminée, elle a joué dans diverses ligues internationales en raison du manque de ligues professionnelles de basket-ball féminin aux États-Unis. Jackson était membre de l'équipe nationale féminine de basket-ball des États-Unis qui a remporté le championnat du monde en 1990 et une médaille de bronze aux Jeux olympiques d'été de 1992.

#### Arrivée de la WNBA (1997-2002)
Lorsque la WNBA est arrivée en 1997, les Comets de Houston ont choisi Jackson au deuxième tour (16e choix au total) de la Draft WNBA 1997. Son premier match a eu lieu le 21 juin 1997 lors d'une victoire de 76 à 56 contre les Rockers de Cleveland où elle a enregistré 5 points, 4 rebonds et 2 interceptions. Jackson était membre de l'équipe championne WNBA lorsque les Comets ont vaincu le Liberty de New York. Après sa saison recrue, Jackson a été repêchée par les Mystics de Washington le 18 février 1998 lors d'un repêchage d'expansion et n'a joué que deux matchs pour l'équipe avant d'être coupée le 23 juin 1998.
Jackson est récupérée par les Comets peu de temps après et jouerait son match retour pour eux le 29 juin (6 jours après avoir été coupée par les Mystics). Elle remportera trois autres championnats avec les Comets, l'équipe remporte les finales WNBA de 1998, 1999 et 2000. Elle a continué en tant que joueuse pour les Comets pour les saisons 2001 et 2002, mais n'a joué que 5 matchs au cours de la saison 2002 (son premier match n'ayant eu lieu que le 30 juillet, deux semaines avant la fin de la saison régulière). Son dernier match WNBA a eu lieu le 13 août 2002 lors d'une victoire de 63 à 51 contre les Lynx du Minnesota, où elle a enregistré 2 points, 3 rebonds et 2 interceptions.
Jackson a terminé sa carrière en étant 4 fois championne WNBA, disputant un total de 143 matchs en carrière (dont 141 avec les Comets) et avec une moyenne de 2,8 points et 2,8 rebonds par match.

## Statistiques

### États-Unis

#### Université
| Gras/Meilleures performances | [ 4 ] |

| Saison                    | Équipe                    | MJ  | M5  | Min  | %T   | %3 | %LF  | Rb    | PD  | Int | Ctr | BP  | F | Pts   |
| ------------------------- | ------------------------- | --- | --- | ---- | ---- | -- | ---- | ----- | --- | --- | --- | --- | - | ----- |
| 2013-2014                 | Gators de la Floride      | 25  | 20  |      | 61,5 |    | 67,7 | 11,6  | 0,4 | 1,7 | 0,8 | 2,4 |   | 19,0  |
| 2014-2015                 | Gators de la Floride      | 27  | 25  |      | 55,7 |    | 53,0 | 12,7  | 0,3 | 2,1 | 0,8 | 3,1 |   | 20,7  |
| 2015-2016                 | Gators de la Floride      | 28  | 25  | 25,4 | 56,9 |    | 50,7 | 8,4   | 1,2 | 1,1 | 0,5 | 2,3 |   | 14,9  |
| 2016-2017                 | Gators de la Floride      | 31  | 31  | 26,2 | 49,7 |    | 52,4 | 8,9   | 1,6 | 2,8 | 0,5 | 2,5 |   | 14,4  |
| Total : moyenne par match | Total : moyenne par match |     |     |      | 55,7 |    | 56,4 | 10,3  | 0,9 | 1,9 | 0,2 | 1,1 |   | 17,1  |
| Totaux                    | Totaux                    | 111 | 101 |      | 816  |    | 263  | 1 141 | 100 | 216 | 121 | 289 |   | 1 895 |

#### WNBA
Saisons régulières
| Champion WNBA | Gras/Meilleures performances | [ 5 ] |

| Saison                    | Équipe                    | MJ  | M5 | Min   | %T   | %3   | %LF  | Rb  | PD  | Int | Ctr | BP  | F   | Pts |
| ------------------------- | ------------------------- | --- | -- | ----- | ---- | ---- | ---- | --- | --- | --- | --- | --- | --- | --- |
| 1997                      | Houston                   | 28  | 3  | 19,5  | 40,9 | 0,0  | 61,0 | 4,1 | 0,4 | 1,6 | 0,4 | 1,8 | 3,0 | 4,1 |
| 1998                      | Washington                | 2   | 0  | 7,0   | 66,7 |      | 0,0  | 2,0 | 0,0 | 0,0 | 0,0 | 0,0 | 1,5 | 2,0 |
| 1998                      | Houston                   | 19  | 0  | 8,4   | 38,1 |      | 72,7 | 1,1 | 0,3 | 0,2 | 0,3 | 0,7 | 1,6 | 1,3 |
| 1999                      | Houston                   | 28  | 0  | 13,6  | 41,4 | 100  | 71,4 | 3,3 | 0,3 | 0,5 | 0,7 | 0,9 | 2,7 | 2,6 |
| 2000                      | Houston                   | 29  | 1  | 11,7  | 57,4 |      | 54,5 | 2,1 | 0,4 | 0,4 | 0,3 | 0,8 | 2,1 | 2,6 |
| 2001                      | Houston                   | 32  | 4  | 13,8  | 50,0 |      | 45,0 | 2,8 | 0,7 | 0,7 | 0,3 | 0,9 | 1,7 | 3,3 |
| 2002                      | Houston                   | 5   | 1  | 13,8  | 37,5 |      | 0,0  | 2,6 | 0,2 | 0,6 | 0,6 | 1,2 | 1,4 | 1,2 |
| Total : moyenne par match | Total : moyenne par match |     |    | 13,6  | 46,1 | 50,0 | 57,7 | 2,8 | 0,4 | 0,7 | 0,4 | 1,0 | 2,2 | 2,8 |
| Totaux                    | Totaux                    | 143 | 9  | 1 951 | 160  | 1    | 82   | 397 | 58  | 101 | 58  | 148 | 315 | 403 |

Playoffs
| Champion WNBA | Gras/Meilleures performances | [ 5 ] |

| Saison                    | Équipe                    | MJ | M5 | Min  | %T   | %3  | %LF  | Rb  | PD  | Int | Ctr | BP  | F   | Pts |
| ------------------------- | ------------------------- | -- | -- | ---- | ---- | --- | ---- | --- | --- | --- | --- | --- | --- | --- |
| 1997                      | Houston                   | 2  | 1  | 30,0 | 62,5 |     | 66,7 | 7,5 | 0,0 | 2,0 | 0,5 | 0,0 | 3,5 | 7,0 |
| 1998                      | Houston                   | 3  | 0  | 3,7  |      |     |      | 0,7 | 0,0 | 0,0 | 0,0 | 0,0 | 0,0 | 0,0 |
| 1999                      | Houston                   | 6  | 0  | 19,2 | 54,2 |     | 68,8 | 7,0 | 0,2 | 1,2 | 1,2 | 1,2 | 2,5 | 6,2 |
| 2000                      | Houston                   | 6  | 0  | 15,7 | 57,1 |     |      | 2,8 | 0,0 | 0,7 | 0,7 | 0,3 | 1,5 | 2,7 |
| 2001                      | Houston                   | 1  | 0  | 15,0 | 0,0  | 0,0 | 66,7 | 3,0 | 0,0 | 1,0 | 1,0 | 1,0 | 4,0 | 4,0 |
| Total : moyenne par match | Total : moyenne par match |    |    | 16,4 | 53,1 | 0,0 | 67,9 | 4,4 | 0,1 | 0,9 | 0,7 | 0,6 | 1,9 | 3,9 |
| Totaux                    | Totaux                    | 18 | 1  | 295  | 26   | 0   | 19   | 79  | 1   | 16  | 13  | 10  | 35  | 71  |

## Palmarès et distinctions

### Palmarès

#### Équipe nationale
- Championne du monde 1990
- Troisième des Jeux olympiques 1992

#### WNBA
- Championne WNBA 1997, 1998, 1999 et 2000

### Distinctions personnelles

#### Université
- 3x All-Southeastern Conference
- Deuxième équipe All-American
- Hall of Fame de l'Université de Floride et de la SEC